# Eigentlicher Reiswühler
Der Eigentliche Reiswühler (Oryzorictes hova), teilweise auch Gemeiner Reiswühler, ist eine Säugetierart aus der Gattung der Reiswühler innerhalb der Familie der Tenreks. Er kommt endemisch im östlichen Madagaskar vor. Als Habitate dienen tropische Regenwälder und Feuchtgebiete des Tieflands und höherer Gebirgslagen, die Art ist aber auch in vom Menschen überprägten Landschaften wie Reisfeldern anzutreffen. Die Tiere besitzen einen kompakten Körperbau mit kräftigen Gliedmaßen und einem kurzen Schwanz. Einige weitere Merkmale im Körperbau lassen auf eine grabende Lebensweise schließen. Über das weitere Verhalten ist wenig bekannt. Der Eigentliche Reiswühler lebt eher versteckt und ernährt sich von Wirbellosen. Die Erstbeschreibung erfolgte im Jahr 1870, nach genetischen Analysen schließt der Eigentliche Reiswühler wahrscheinlich mehrere kryptische Arten ein. Der Bestand gilt als nicht gefährdet.

## Merkmale

### Habitus
Der Eigentliche Reiswühler ist ein mittelgroßer Vertreter der Reistenreks. Zwei untersuchte Individuen aus dem nordöstlichen und dem zentralen Teil Madagaskars, je ein Männchen und ein Weibchen, besaßen eine Gesamtlänge von 15,1 beziehungsweise 15,5 cm. Diese verteilte sich auf eine Kopf-Rumpf-Länge von 10,2 und 10,5 cm sowie auf eine Schwanzlänge von 4,9 und 5,0 cm. Das Gewicht betrug 29,5 beziehungsweise 41,5 g, womit das Weibchen deutlich schwerer als das Männchen war. Sieben vermessene Tiere aus dem Anosyenne-Gebirge im Südosten von Madagaskar erreichten eine Körperlänge von 10,1 bis 11,2 cm, eine Schwanzlänge von 5,1 bis 5,5 cm und ein Gewicht von 28,0 bis 40,0 g. Der Körper ist charakteristisch kompakt, die Gliedmaßen sind kurz, die Füße breit. Vorder- und Hinterfüße verfügen über jeweils fünf Strahlen, die Größe des innersten Zehs am Vorderfuß variiert aber sehr stark, mitunter kann er deutlich reduziert sein. Die drei mittleren Strahlen sind am längsten. Sie tragen jeweils kräftige Krallen die bis zu 3 mm lang werden und eine bernsteinfarbene Tönung aufweisen. Die Vorderfüße sind deutlich größer als die Hinterfüße. letztere haben Gesamtlängen ohne Krallen von 16 bis 19 mm. Der Schwanz erreicht nur die Hälfte der Länge des übrigen Körpers und ist nackt. Weitere typische Kennzeichen finden sich in den mit 11 bis 13 mm recht kurzen Ohren, den kleinen Augen und der nackten Nase. Die Vibrissen sind lang und an der Basis beige, an der Spitze weiß gefärbt. Das Rückenfell hat eine weiche Textur. Die Farbe variiert stark und reicht von dunkel- über schwärzlich braun bis zu blass braun. Die Unterseite ist dunkel- oder gelblich braun gefärbt.

### Schädel- und Gebissmerkmale
Der Schädel wird 28,0 bis 31,6 mm lang, die Breite am Hirnschädel beträgt 12,6 bis 14,0 mm, im Bereich der Jochbögen liegt sie bei 11,2 bis 13,3 mm. Insgesamt ist der Schädel moderat robust gebaut. Der Zwischenkieferknochen verbreitert sich seitlich etwas, die Jochbögen sind wie bei allen Tenreks nicht geschlossen. Der hintere Schädelteil ist kurz, breit und hoch, er besitzt dort markante Knochenleisten. Das Gebiss besteht aus insgesamt 40 Zähnen, die Zahnformel lautet: {\displaystyle {\frac {3.1.3.3}{3.1.3.3}}}. Die vorderen Zähne sind teilweise mit zusätzlichen Höckerchen an den Zahnkronen ausgestattet. Der obere dritte Schneidezahn ist extrem klein und erreicht nur die Höhe des hinteren zusätzlichen Höckers des zweiten Schneidezahns. Der Eckzahn ist sowohl in der oberen als auch in der unteren Zahnreihe der jeweils größte Zahn. Zwischen dem letzten Schneidezahn und dem Eckzahn im oberen Gebiss befindet sich ein Diastema, in dem die Spitze des unteren Eckzahns bei Gebissschluss lagert. Die Molaren unterscheiden sich nur geringfügig von denen der anderen Tenreks. Sie haben ein zalambdodonten Kauflächenmuster bestehend aus drei Haupthöckerchen. Die obere Zahnreihe ist 13,0 bis 15,3 mm lang.

## Verbreitung

Verbreitungsgebiet des Eigentlichen Reiswühlers

Der Eigentliche Reiswühler kommt endemisch in Madagaskar vor. Er bewohnt dort die östlichen Landesteile, sein Verbreitungsgebiet zieht sich in einem mehr oder weniger breiten Streifen über nahezu die gesamte Länge des Inselstaates. Im Norden der Insel ist die Art unter anderem von den Massiven von Marojejy und Anjanaharibe nachgewiesen, bei letzterem sowohl am Südhang als auch am Westhang, was in einem deutlichen Kontrast zu vielen anderen kleineren Tenrekarten steht. Zusätzlich gibt es noch Beobachtungen aus dem die beiden Bergrücken verbindenden Waldgebiet von Ambolokopatrika–Antsahamihitsitso, vom südlich anschließenden Waldgebiet von Makira und von der östlich davon gelegenen Halbinsel Masoala, alle Fundstellen gehören zur Provinz Antsiranana. Ein weiteres Fundgebiet im Norden befindet sich am Tsaratanana-Massiv in der Provinz Mahajanga, das Bergmassiv schließt mit dem Maromokotro auch den höchsten Berg der Insel ein. Aus den zentral-östlichen Landesteilen liegen Nachweise aus den Waldgebieten von Ambohitantely und Tsinjoarivo nördlich beziehungsweise südlich von Antananarivo in der gleichnamigen Provinz, aus dem Waldkorridor von Anjozorobe-Angavo im Grenzgebiet der Provinzen Toamasina und Antananarivo und aus den Waldgebieten von Analamazoatra und Ambatovy-Analamay-Torotorofotsy in der Provinz Toamasina vor. Vom südlichen Madagaskar stammen Belege der Art aus den Waldgebieten von Ankazomivady und Ramonafana beziehungsweise aus dem Andringitra-Gebirge in der Provinz Fianarantsoa sowie dem Anosyenne-Gebirge und dem Ambatotsirongorongo-Gebirge in der Provinz Toliara. Das Habitat des Eigentlichen Reiswühlers umfasst den Tropischen Regenwaldgürtel Madagaskars, er kommt in Höhen von 140 bis 1990 m über dem Meeresspiegel vor. Die Tiere bevorzugen Wälder, sind aber auch außerhalb anzutreffen, vor allem an Flussuferrändern und in Marschländern. Sie wurden außerdem in anthropogen überprägten Gebieten wie auf Reisfeldern und in Gärten beobachtet. Insgesamt ist der Eigentliche Reiswühler eher selten. Im Andringitra-Gebirge kommt der Eigentliche Reiswühler zusammen mit dem Vierzehen-Reiswühler vor, letzterer bevorzugt aber höhere Gebirgslagen ab 2000 m.

## Lebensweise
Das Verhalten des Eigentlichen Reiswühlers ist weitgehend unerforscht. Verschiedene Körpermerkmale wie die breiten Füße mit kräftigen Krallen, verbunden mit einem kompakten Körperbau, kleinen Ohren und Augen sowie einem kurzen Schwanz sprechen für eine teils unterirdische (semifossoriale) Lebensweise. Die Tiere halten sich häufig in Flussnähe auf und graben dort unterirdische Gänge in die Uferhänge. In Wäldern verstecken sie sich in dicken Laubschichten von über 3,5 cm Mächtigkeit. Tiere in menschlicher Obhut verzehrten häufig Regenwürmer, ließen sich dabei aber nie an der Oberfläche blicken. Untersuchte Mageninhalte aus dem südöstlichen und nordöstlichen Madagaskar enthielten überwiegend Insekten, Grashüpfer, Regenwürmer und pflanzliches Material. Laut Isotopenanalysen an Individuen aus dem Waldgebiet von Tsinjoarivo bestehen in der Ernährungsweise Übereinstimmungen zu einigen Vertretern der Kleintenreks, vor allem jenen die ebenfalls teils unterirdisch leben. Die Körpertemperatur des Eigentlichen Reiswühlers variiert bei Außentemperaturen um 26,3 bis 29,7 °C zwischen 31,3 bis 33,0 °C bei einem Mittelwert um 32,2 °C. Dies entspricht in etwa den Werten der Kleintenreks. Die Stoffwechselrate liegt bei 117 % des Wertes, der für ähnlich große Säugetiere zu erwarten wäre. Schwankungen wurden aber nicht untersucht. Zur Fortpflanzung liegen nur wenige Beobachtungen vor. Einzelne trächtige Weibchen wurden im Anosyenne-Gebirge zwischen Oktober und Dezember beobachtet, eines trug drei Embryonen von 5 mm Körperlänge.
Zu den Fressfeinden gehört die Malegasseneule. Analysen von Gewöllen der Eule von der Halbinsel Masoala aus dem Zeitraum von 1994 bis 1996 ergaben aber nur einen geringen Individuenanteil von 5,4 und einen Biomasseanteil von 3,4 %. Ebenso erbeutet die Fanaloka gelegentlich einen Eigentlichen Reiswühler. Äußere Parasiten bilden Flöhe der Gattung Paractenopsyllus, ein innerer stellt der Einzeller Eimeria dar.

## Systematik
Der Eigentliche Reiswühler ist eine Art aus der Gattung der Reiswühler (Oryzorictes), zu der außerdem der Vierzehen-Reiswühler (Oryzorictes tetradactylus) gerechnet wird. Die Reiswühler stellen einen Teil der Familie der Tenreks (Tenrecidae), endemisch in Madagaskar auftretenden Säugetieren mit vielfältigen Anpassungen an eine insekten- und fleischfresserische Ernährungsweise. Innerhalb der Tenreks bilden die Reiswühler zusammen mit den Kleintenreks (Microgale) und den Vertretern der Gattung Nesogale die Unterfamilie der Reistenreks (Oryzorictinae). Im Gegensatz zu den bodenlebenden bis baumkletternden Nesogale-Arten und den formenreichen Kleintenreks mit vielfältigen Lebensweisen sind die Reiswühler durch ihren Körperbau deutlich stärker an eine unterirdische Fortbewegung angepasst. Laut genetischen Untersuchungen formen die Reiswühler die Schwestergruppe der beiden übrigen Gattungen der Reistenreks. Die Abspaltung von diesen fand stammesgeschichtlich schon relativ früh statt, etwa vor 27 Millionen Jahren, was dem Oberen Oligozän entspricht.
Die wissenschaftliche Erstbeschreibung des Eigentlichen Reiswühlers stammt von Alfred Grandidier aus dem Jahr 1870. Er führte dabei gleichzeitig die Gattung Oryzorictes ein. Grandidier machte weder Angaben zum Holotypen des Eigentlichen Reiswühlers noch nannte er irgendwelche Größenmaße, späteren Analysen von George Edward Dobson zufolge stellt er ein ausgewachsenes weibliches Tier dar, dessen Kopf-Rumpf-Länge 11,4 cm und dessen Schwanzlänge 4,3 cm beträgt. Die Terra typica der Art bezeichnete Grandidier mit Ankaye et Antsianak, wobei Ankay heute einer Region entlang des Flusses Mangoro nahe dem Lac Alaotra und Antsianaka einem Gebiet östlich des Lac Alaotra entspricht, beide Orte liegen im zentral-östlichen Madagaskar in der Provinz Toamasina. Zudem vermerkte er, die Tiere würden Reisfelder durchwühlen und die Wurzeln junger Pflanzen beschädigen. Als besonderes Kennzeichen der Art benannte Grandidier neben dem kurzen Schwanz, dem nackten Nasenspiegel, den kleinen Augen und den gerundeten Ohren einen nur vierzehigen Vorderfuß mit drei besonders kräftigen Krallen. Erst im Jahr 1930 wiesen Guillaume Grandidier und Gabriel Petit darauf hin, dass der Holotyp des Eigentlichen Reiswühlers tatsächlich einen fünften, wenn auch stark verkleinerten Finger aufweist. Im gleichen Aufsatz stellten die beiden Autoren eine weitere Art unter dem wissenschaftlichen Namen Oryzoryctes talpoides vor. Vergeben wurde die Bezeichnung aufgrund des graubraun glänzenden Rückenfells, das an das eines Maulwurfs erinnert; die Art verfügt ebenfalls über fünfstrahlige Hände. Ihre Beschreibung basiert auf einem männlichen Tier, das von Reisfeldern in der Umgebung von Marovoay in der Provinz Mahajanga im Nordwesten Madagaskars aufgesammelt wurde.
Beide Arten galten trotz ihrer äußerlichen Übereinstimmungen lange Zeit als unabhängig. Mit ausschlaggebend dafür war eine Besonderheit des Holotyps des Eigentlichen Reiswühlers. Obwohl Alfred Grandidier in seiner Artbeschreibung die Zahnformel mit 3 Schneidezähnen, 1 Eckzahn und 6 Molaren (einschließlich 3 Prämolaren) je Kieferhälfte festlegte, besitzt der Holotyp von Oryzorictes hova tatsächlich nur je zwei Schneidezähne in der jeweiligen oberen Zahnreihe, der entsprechende äußerste fehlt sowohl links als auch rechts und hinterließ keine Wachstumsspuren oder eine Alveole. Diese Abweichung zu Alfred Grandidiers Erstbeschreibung war weder Dobson noch Guillaume Grandidier und Petit bei der späteren Analyse des Typusexemplars aufgefallen. Da aber Oryzorictes talpoides jeweils drei obere Schneidezähne besitzt, stuften Wissenschaftler dies Mitte der 1970er Jahre als Unterscheidungsmerkmal der beiden Arten ein, obwohl diese ansonsten als sehr übereinstimmend aufgefasst wurden. Bei einer Untersuchung in den 1990er Jahren, die mehr als 30 Individuen sowohl von Oryzorictes hova als auch von Oryzorictes talpoides berücksichtigte, konnte bei keinem weiteren Exemplar ein fehlender oberer dritter Schneidezahn ermittelt werden. Das Merkmal beim Typusexemplar von Oryzorictes hova ist daher als Zahnanomalie anzusehen, was bei Tenreks nicht unbekannt ist. Auf dieser Grundlage wurde Oryzorictes talpoides im Jahr 1999 mit dem Eigentlichen Reiswühler synonymisiert.
Eine genetische Studie aus dem Jahr 2018 an Individuen aus dem gesamten Verbreitungsgebiet konnte insgesamt drei unterscheidbare Populationen herausarbeiten, die sich auf den nördlichen, zentralen und südlichen Teil des Vorkommens verteilen. Die drei Populationen zeigen nur einen minimalen Genaustausch untereinander und lassen sich auch anhand morphometrischer Merkmale des Schädels unterscheiden. Ihre genetische Trennung voneinander erfolgte bereits im Pliozän vor rund 4 bis 3 Millionen Jahren, zuerst mit der südlichen und dann mit der zentralen und nördlichen Linie. Der Holotyp des Eigentlichen Reiswühlers befindet sich mit seiner Herkunft nahe der zentralen Gruppe, war aber in die Analyse nicht eingeschlossen. Die Autoren der Studie vermuten, dass es sich hierbei um jeweils eigenständige Arten handelt, womit der Eigentliche Reiswühler verschiedene kryptische Arten einschließt. Eine formale Artbeschreibung erfolgte noch nicht, da weitere Untersuchungen durchgeführt und entsprechende Typusformen festgelegt werden müssen. Für beides ist die Einbeziehung der Holotypen von sowohl Oryzorictes hova als auch Oryzorictes talpoides essenziell.

## Bedrohung und Schutz
Der Eigentliche Reiswühler ist relativ weit verbreitet, die Population wird als dementsprechend groß angenommen. Zudem toleriert er auch anthropogene Veränderungen und kommt in überprägten Landschaften vor. Die IUCN stuft die Art daher als „nicht bedroht“ (least concern) ein. Größere Bestandsgefährdungen entstehen lokal durch die Trockenlegung von Feuchtgebieten. Die Tiere sind in mehreren Naturschutzgebieten anzutreffen, darunter der Nationalpark Marojejy, der Nationalpark Andringitra und der Nationalpark Andohahela.